# Pantheon di Komitas
Il Pantheon di Komitas (in armeno Կոմիտասի անվան զբոսայգի և պանթեոն?) è un parco di Erevan, capitale dell'Armenia, ubicato nel distretto di Shengavit, sul lato destro della Arshakunyats Avenue.
Istituito nel 1936 dopo la demolizione del cimitero di Mler e della relativa cappella storica, il sito è noto per essere il luogo di sepoltura di alcuni dei più illustri personaggi armeni, fra cui padre Komitas (1869–1935), padre fondatore della musica armena moderna, cui è intitolato l'intero parco. È disponibile un sito web che riporta tutte le sepolture presenti nell'area.

## Sepolture notevoli

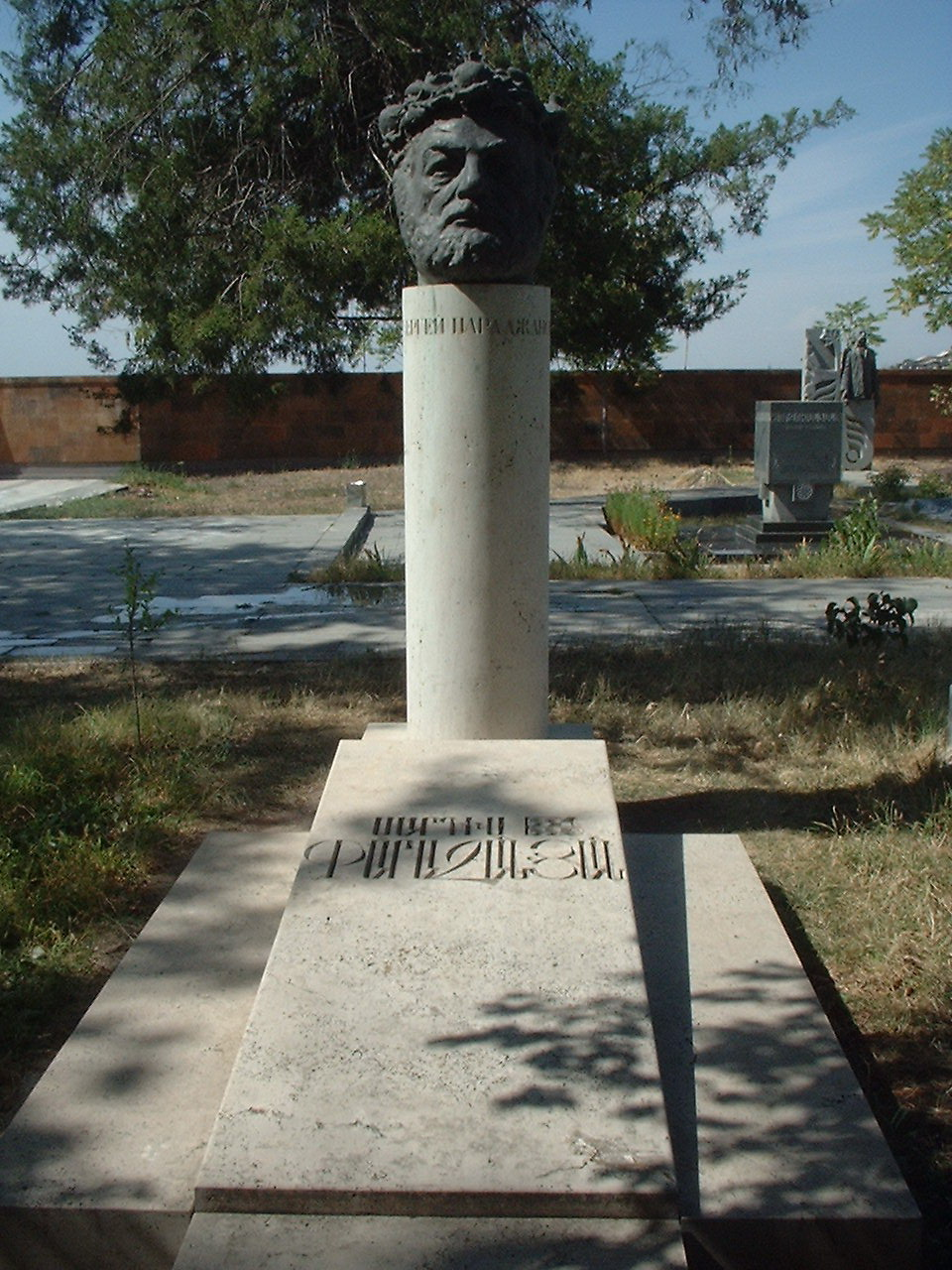
Tombra di Sergei Parajanov

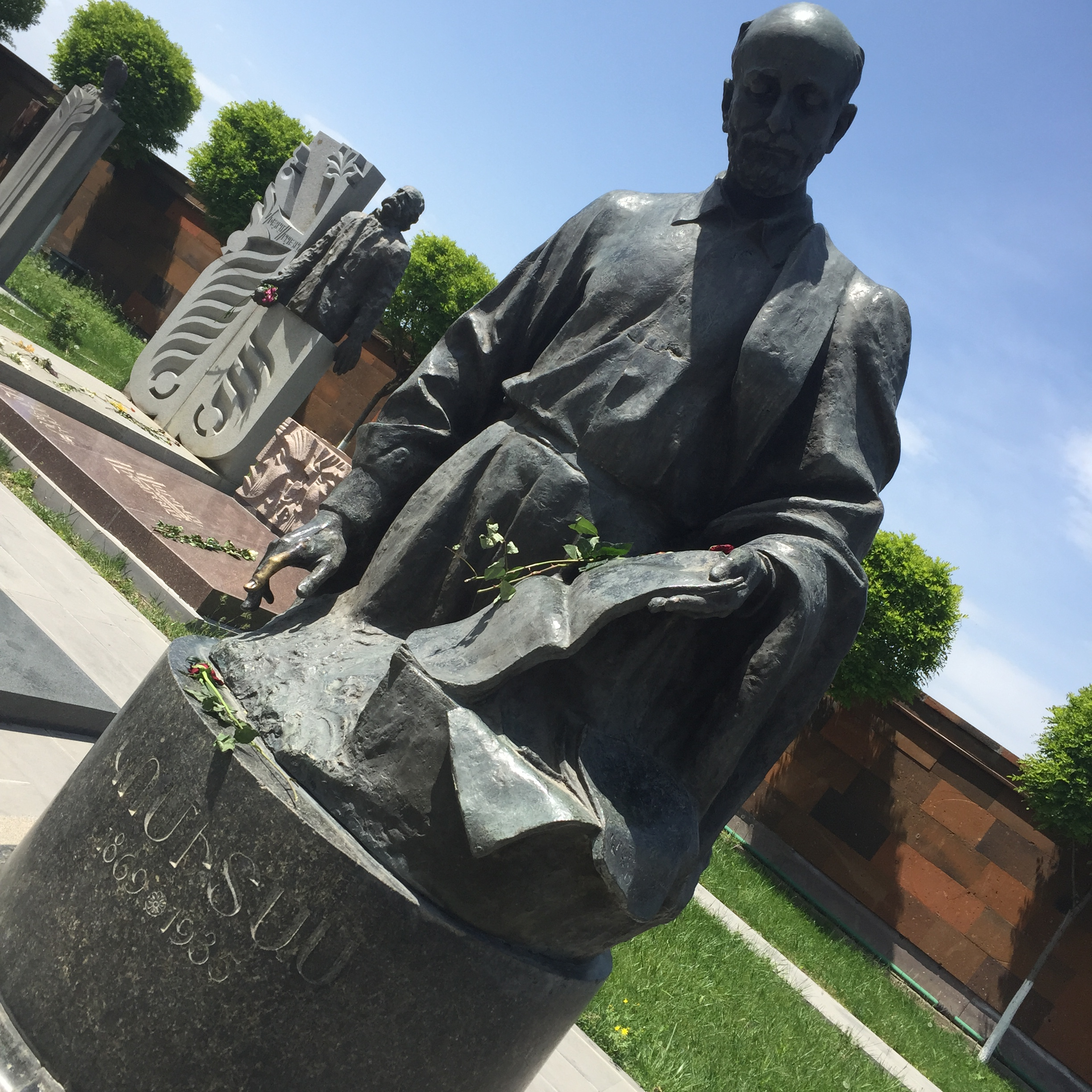
Tomba di padre Komitas

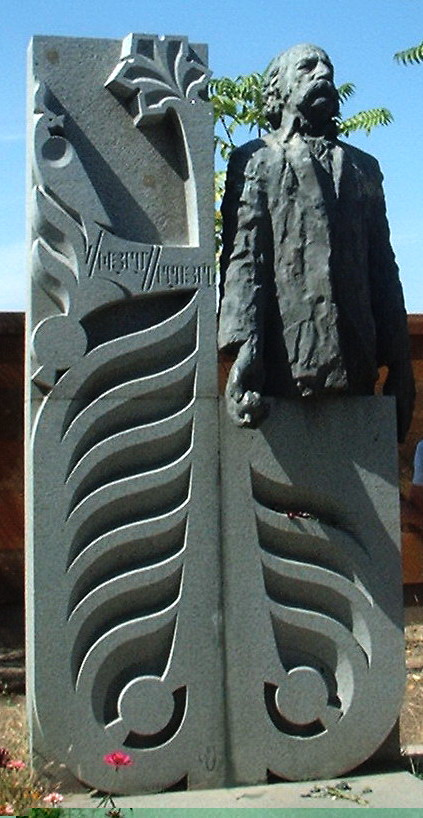
Tomba di William Saroyan

Ben sessanta persone sono sepolte nel Pantheon di Komitas. Tra le più notevoli si segnalano le seguenti:
| Nome                                 | Anno di nascita e di morte | Professione                               |
| ------------------------------------ | -------------------------- | ----------------------------------------- |
| Vardan Ajemian                       | 1905–1977                  | direttore teatrale e attore               |
| Mariam Aslamazian                    | 1907–2006                  | pittore                                   |
| Vahagn Davtyan (in foto)             | 1922–1996                  | scrittore                                 |
| Hovhannes Hovhannisyan               | 1864–1929                  | poeta, traduttore, educatore              |
| Karen Demirchyan                     | 1932–1999                  | politico                                  |
| Gegham Grigoryan                     | 1951–2016                  | cantante dell'opera                       |
| Avetik Isahakyan                     | 1875–1957                  | poeta lirico, scrittore                   |
| Silva Kaputikyan                     | 1919–2006                  | poeta                                     |
| Aram Khachaturian                    | 1903–1978                  | compositore                               |
| Sero Khanzadyan                      | 1916–1998                  | scrittore                                 |
| Atabek Khnkoyan                      | 1870–1935                  | scrittore                                 |
| Komitas                              | 1869–1935                  | prete, compositore, cantante              |
| Shushanik Kurghinian                 | 1876–1927                  | poeta                                     |
| Romanos Melikian                     | 1883–1935                  | compositore                               |
| Mher Mkrtchyan                       | 1930–1993                  | attore                                    |
| Hrachia Nersisyan                    | 1895–1961                  | attore                                    |
| Vrtanes Papazian                     | 1866–1920                  | scrittore, attivista politico e culturale |
| Sergei Parajanov                     | 1924–1990                  | direttore cinematografico e artista       |
| Hamo Sahyan                          | 1914–1993                  | poeta e traduttore                        |
| Sos Sargsyan                         | 1929-2013                  | attore                                    |
| William Saroyan                      | 1908–1981                  | drammaturgo e autore                      |
| Martiros Saryan                      | 1880–1972                  | pittore                                   |
| Hovhannes Shiraz                     | 1915–1984                  | poeta                                     |
| Alexander Shirvanzade                | 1858–1935                  | commediografo e romanziere                |
| Aleksandr Tamanian                   | 1878–1936                  | architetto neoclassico                    |
| Vahan Terian                         | 1885–1920                  | poeta, lirico e attivista pubblico        |
| Bedros Tourian (solamente il cranio) | 1851–1872                  | poeta                                     |
| Stepan Zoryan                        | 1889–1967                  | scrittore                                 |